# Eleição para prefeito de Filadélfia em 2007
As eleições municipais de 2011 em Filadélfia decorreram nos dias 20 de março de 2007 foram realizado a eleição geral, e em 15 de maio foram realizadas as primária de ambos os partidos Democrata e Republicano. O prefeito em exercício, John F. Street foi impedido de tentar um terceiro mandato por causa da constituição da cidade. O Partido Democrata tinha dois congressistas - Bob Brady e Chaka Fattah - que estavam concorrendo na primária, além do empresário Tom Knox e Michael Nutter,  que ganhou por uma grande margem a primária em 15 de maio. Ele enfrentou o republicano Al Taubenberger na eleição geral. Nutter tomou posse em 7 de janeiro de 2008.